# Taiki Nakashima
Taiki Nakashima (født 17. januar 1995) er en japansk fodboldspiller, som spiller for den japanske fodboldklub Blaublitz Akita.